# Trentepohlia fenestrata
Trentepohlia fenestrata är en tvåvingeart som beskrevs av Alexander 1956. Trentepohlia fenestrata ingår i släktet Trentepohlia och familjen småharkrankar.
Artens utbredningsområde är Uganda. Inga underarter finns listade i Catalogue of Life.